# Glengarriff
Glengarriff (iriska: Gleann Garbh) är ett samhälle beläget i grevskapet Cork i Republiken Irland. Orten har cirka 600 invånare och är en populär turistort. Ett besök i Glengariff bör inkludera en kväll på den legendariska puben The Blue Loo.